# Emotions
Emotions – drugi album studyjny Mariah Carey, będący zbiorem ballad i piosenek tanecznych, napisanych przez samą Carey, Walter Afanasieff, Clivilles & Cole i Carole King. Tytułowa piosenka stała się piątym hitem na Hot 100 w karierze Mariah, która była pierwszą artystką, która tego dokonała. Z albumu pochodzą też dwa single, które znalazły się na liście najlepszych 5 piosenek. W przeciwieństwie do jej debiutanckiego albumu, Carey napisała i wyprodukowała piosenki. Za Emotions została nominowana do 2 nagród Grammy. Album pokrył się czterokrotną platyną od RIAA, a do 2008 roku sprzedało się ponad 12 milionów kopii na całym świecie.

## Pisanie i nagrywanie albumu
Po sukcesie debiutanckiego albumu, Carey i najlepsi producenci Sony/Columbia, jak Tommy Mottola i Don Ienner postanowili stworzyć plany co do przyszłości gwiazdy. Tym razem Mariah dostała pozwolenie na produkcję piosenek (czego zabroniono jej przy pierwszym albumie) i wybór producentów, z którymi chce pracować.

## Promocja i przyjęcie albumu
Emotions nie było tak bardzo promowane, jak Mariah Carey, a Carey po raz kolejny skrytykowała propozycję wyjazdu w trasę. Utworzył się skandal, ponieważ wielu krytyków uważało, że jest ona artystką studyjną, która nie potrafi śpiewać na żywo i że jej wysokie notowania są niczym, jak tylko syntetycznymi dźwiękami instrumentów.
Recenzje były różne. Magazyn Rolling Stones napisał: "Carey niewątpliwie posiada talent, ale jej śpiewanie jest bardziej impresyjne niż ekspresyjne". Album zdobył dwie nagrody Grammy w 1992 roku.
Emotions zadebiutował na 4. pozycji Billboard 200, z tygodniową sprzedażą 129 000 kopii, co zadziwiło wielu sprzymierzeńców jej pierwszego albumu. Przez 27 tygodni był w pierwszej dwudziestce, a na Billboard utrzymał się przez 55 tygodni. Był to jeden z 4 albumów o najgorszych notowaniach, nagrany przez Carey i był najgorszy, aż do wydania Glitter, ale w 2003 roku pokrył się 4x platyną. Album lepiej radził sobie na listach w Wielkiej Brytanii niż jego poprzednik, gdzie znalazł się w pierwszej piątce i przez 4 tygodnie utrzymał się w pierwszej 75., a ogólnie na listach utrzymał się przez 40 tygodni. Album pokrył się sukcesem też w Kanadzie (pierwsza piątka) i Australii (pierwsza dziesiątka) i w obu krajach pokrył się dwukrotną platyną. W Brazylii otrzymał tylko złoto, a jego sukces był umiarkowany w Europie, tak samo, jak było w przypadku Mariah Carey. W 2005 roku sprzedano 3,57 miliona egzemplarzy w USA, ze sprzedażą 0,6 miliona w outletach Columbia House. Do 2007 roku sprzedało się ponad 12 milionów egzemplarzy albumu.
Single nie były wielkimi sukcesami tak, jak te z debiutanckiego albumu. Tylko główny singel Emotions osiągnął sukces poza Stanami Zjednoczonymi. Ten singel stał się piątym z kolei w karierze Carey, który znalazł się na 1. miejscu listy, co umożliwiło Carey stanie się pierwszą artystką, której pierwsze pięć singli od razu znalazło się na szczycie Billboard 100. Znalazł się także w pierwszej piątce w Kanadzie, ale nie znalazł się w pierwszej dwudziestce w UK i Australii. "I Can't Let Go" znalazł się na drugim miejscu w USA, kończąc ciąg singlowych hitów #1, ale w innych krajach też nie był sukcesem. Mimo że znalazł się w pierwszej 10 w Kanadzie, to ledwo co znalazł się w pierwszej 20 w Wielkiej Brytanii i ominął pierwszą 40 w Australii. "Make It Happen" znalazł się na 5. pozycji w Stanach Zjednoczonych i stał się pierwszym singlem, który ominął pierwszą dziesiątkę w Kanadzie, ale udało mu się wskoczyć do pierwszej 20 w UK i pierwszej 40 w Australii. Czwarty singel "Till the End of Time" został sprzedany do radia w Kostaryce, aby zwiększyć sprzedaż albumu. Jednak singel nie był często słuchany, a aby zwiększyć promocję MTV Unplugged, nie był też promowany tak, jak poprzednie trzy.

## Lista utworów
1. "Emotions" (Carey, David Cole, Robert Clivillés) - 4:08
2. "And You Don't Remember" (Carey, Walter Afanasieff) - 4:27
3. "Can’t Let Go" (Carey, Walter Afanasieff) - 4:27
4. "Make It Happen"  (Carey, Cole, Clivillés)  - 5:07
5. "If It's Over"  (Carey, Carole King)  - 4:38
6. "So Blessed" (Carey, Walter Afanasieff) - 4:13
7. "To Be Around You"  (Carey, Cole, Clivillés)  - 4:37
8. "Till the End of Time" (Carey, Walter Afanasieff) - 5:35
9. "The Wind"  (Carey, Russell Freeman)  - 4:41
10. "You’re So Cold"  (Carey, Cole, Clivillés)  - 5:05

## Pozycje na listach przebojów
| Lista                       | Najwyższa pozycja | Certyfikat | Sprzedaż    |
| --------------------------- | ----------------- | ---------- | ----------- |
| Australia                   | 8                 | 2xPlatyna  | 140 000+    |
| Austria                     | 39                | -          | 1 000+      |
| Brazylia                    | 1                 | -          | 50 000+     |
| Francja                     | 38                | Złoto      | 150 000+    |
| Hiszpania                   | 38                | -          | 25 000+     |
| Holandia                    | 7                 | Platyna    | 100 000+    |
| Japonia                     | 3                 | 5xPlatyna  | 1 000 000+  |
| Kanada                      | 5                 | 4xPlatyna  | 400 000+    |
| Korea Południowa            | -                 | Platyna    | 100 000+    |
| Niemcy                      | 46                | -          | 50 000+     |
| Norwegia                    | 8                 | -          | 10 000+     |
| Nowa Zelandia               | 6                 | Platyna    | 15 000+     |
| Singapur                    | -                 | 3xPlatyna  | 45 000+     |
| Szwecja                     | 13                | Platyna    | 100 000+    |
| Szwajcaria                  | 15                | Złoto      | 25 000+     |
| Włochy                      | 16                | Platyna    | 100 000+    |
| Wielka Brytania             | 4                 | Platyna    | 550 000+    |
| U.S. Billboard 200          | 4                 | 4xPlatyna  | 4 000 000+  |
| U.S. Top R&B/Hip-Hop Albums | 6                 | 4xPlatyna  | 4 000 000+  |
| Europa                      | -                 | Platyna    | 1 300 000+  |
| Świat                       | -                 | -          | 12 000 000+ |